# Daewoo Tico
De Daewoo Tico is een kleine auto die van van 1991 tot 2001 geproduceerd werd door de Zuid-Koreaanse autofabrikant Daewoo.

## Geschiedenis

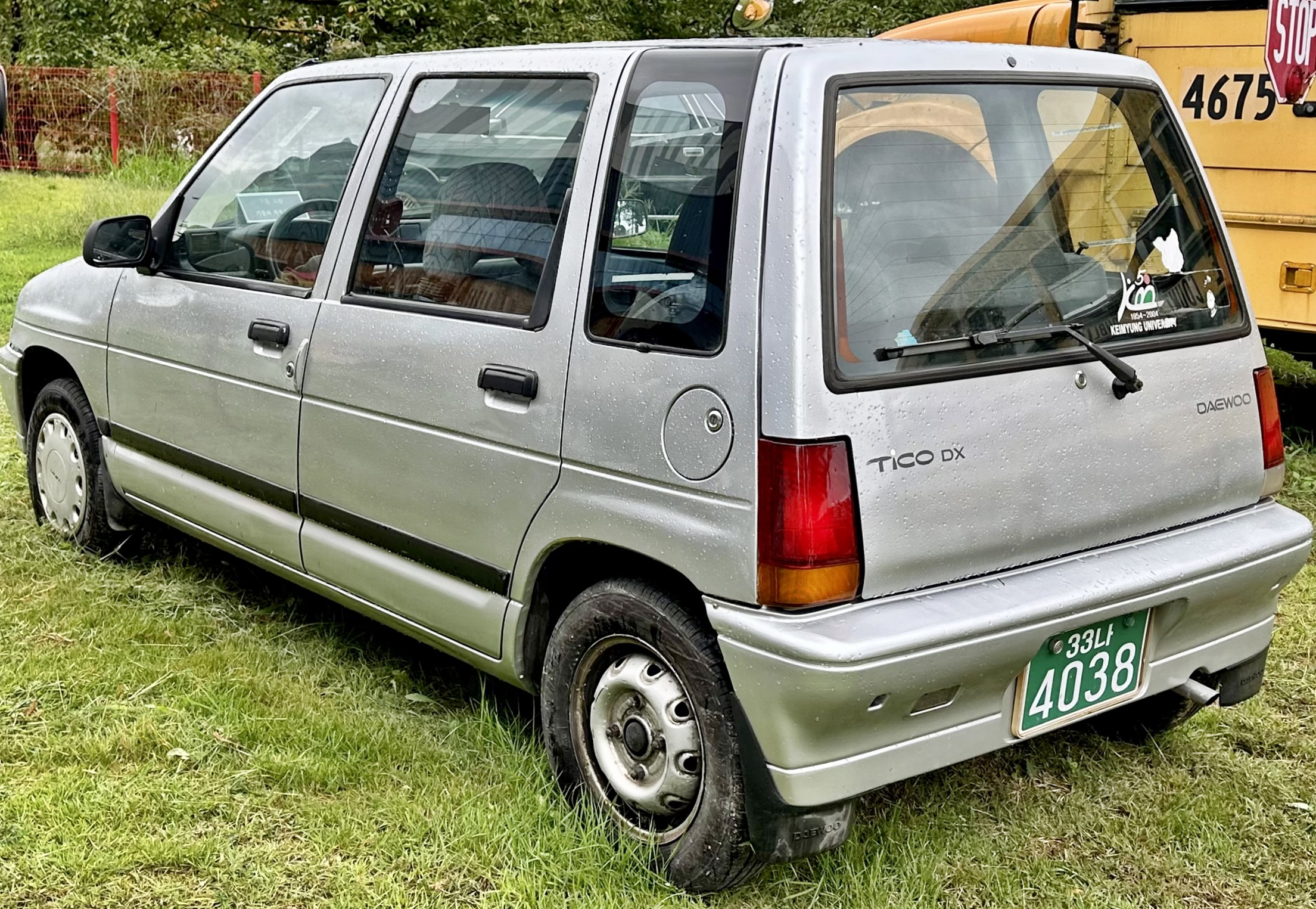
Daewoo Tico

De Daewoo Tico was gebaseerd op de Suzuki Alto van de tweede generatie. De auto was uitgerust met een driecilinder 796 cc S-TEC motor en een handgeschakelde vijfversnellingsbak of een automatische transmissie met drie verzetten (alleen in Korea). Gedurende zijn productiejaren onderging de Tico meerdere modificaties, vooral aan de motorisering. Oorspronkelijk voorzien van een carburateur en 48 pk (36 kW) leverend, werd hij later opgewaardeerd met brandstofinjectie en voldeed daarmee aan de Euro2-emissiestandaard, terwijl het motorvermogen steeg. Sommige uitvoeringen van de Tico op de Koreaanse thuismarkt reden op lpg.
De Tico werd ook geëxporteerd, vooral naar Oost-Europa. Het model werd zeer populair in landen als Roemenië, Bulgarije, Macedonië, Polen, Tsjechië, Kroatië en Slovenië. Daewoo produceerde de Tico ook in Oost-Europa, zowel in de voormalige Oltcit-fabriek in Roemenië als in de FSO-fabriek in Polen (Daewoo Motor Polska).
De Tico werd ook geëxporteerd naar Latijns-Amerika waar hij op sommige markten werd verkocht als Daewoo Fino. Hij was vooral populair in Peru, waar het een van de meest populaire automodellen voor taxivervoer werd.
Daewoo breidde begin 1995 uit naar West-Europa maar de Tico werd op geen van deze markten verkocht, hoewel zijn opvolger, de Daewoo Matiz, daar gepresenteerd werd in 1998 en een verkoopsucces werd. In 2000 werd de productie van de Tico gestaakt.
Niet meer geproduceerd: Espero · Evanda · Lanos · Leganza · Lublin · Nexia · Tico
Verder geproduceerd onder noemer Chevrolet: Kalos · Lacetti · Matiz · Nubira · Tacuma